# Chaetodontoplus chrysocephalus

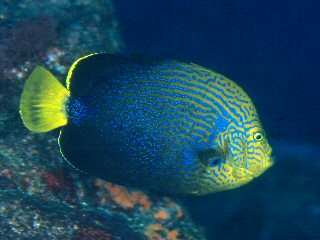
En el Parque Oceánico de Izu, Japón

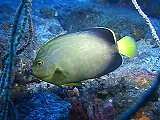
Ejemplar en Izu, Japón

Chaetodontoplus chrysocephalus es una especie de "pez ángel" de la familia Pomacanthidae.
Su nombre común en inglés es Orangeface angelfish, o pez ángel cara naranja. Es una especie relativamente rara, y, aunque no se dispone de datos sobre su abundancia, se estima que sus poblaciones son estables.
Aunque se han comercializado ejemplares de C. chrysocephalus como si fueran de una nueva especie: Chaetodontoplus cephalareticulatus (Shen y Lim 1975), ITIS clasifica esta supuesta especie como sinonimia de C. chrysocephalus, y el Registro Mundial de Especies Marinas no la reconoce como especie.

## Morfología
Posee la morfología típica de su familia, cuerpo comprimido lateralmente y ovalado, de perfil rectangular con las aletas extendidas. La boca es pequeña, protráctil y situada en la parte inferior de la cabeza. 
Tiene 13 espinas y 17-18 radios blandos dorsales; 3 espinas y 17-18 radios blandos anales.
Su coloración base de la cabeza y el cuerpo es azul oscuro, con un patrón de líneas y puntos irregulares, de color naranja, en la cabeza. Tiene la aleta dorsal y la anal de color casi negro, con una línea submarginal azul pálido en la primera y dos en la segunda. La aleta caudal es amarilla, y en el pedúnculo caudal, tiene un moteado de puntitos en azul claro. 
Alcanza los 22 cm de largo.

## Hábitat y comportamiento
Asociado a arrecifes, es una especie clasificada como no migratoria. Se sabe poco de su comportamiento y ciclo de vida. Habita arrecifes rocosos profundos.
Su rango de profundidad está entre 15 y 25 m.

## Distribución
Se distribuye en el mar de Java, del océano Pacífico oeste. Habiendo disparidad sobre su distribución según las fuentes , así, según la UICN, es especie nativa sólo de Indonesia, mientras que FishBase lo amplía a Filipinas, Japón y Taiwán.

## Alimentación
Es un predador de esponjas, ascidias y algas bénticas.

## Reproducción
Aunque no hay datos específicos sobre su ciclo de vida, como todo el género, so ovíparos y de fertilización externa. No cuidan a sus alevines.